# Griekenland op het Eurovisiesongfestival 2002
Griekenland nam deel aan het Eurovisiesongfestival 2002 in Tallinn, Estland. Het was de 23ste deelname van het land op het Eurovisiesongfestival. ERT was verantwoordelijk voor de Griekse bijdrage voor de editie van 2002.

## Selectieprocedure
Om de Griekse inzending voor het Eurovisiesongfestival te selecteren, werd net zoals het voorgaande jaar een nationale finale georganiseerd. Deze vond plaats in muziekzaal Rex in Athene en werd gepresenteerd door Dafni Bokota. De selectie bestond uit twee rondes. In de eerste ronde namen tien artiesten het tegen elkaar op, waarbij vijf van hen door een professionele jury naar de tweede ronde werden gestemd. In de tweede ronde brachten de finalisten nogmaals hun nummer en werd de winnaar bepaald door een jury en televoting.

### Eerste ronde
| Volgorde | Artiest                                                              | Lied                            |
| -------- | -------------------------------------------------------------------- | ------------------------------- |
| 1        | Kostas Bigalis & Mirella Fragkopoulou                                | "Let Me Be The One"             |
| 2        | Veronika                                                             | "Tu non c'eri qui"              |
| 3        | Yiannis Kokkinos, Flora Theodorou, Ermioni Komninou & Tolis Kokkinos | "Pension - sweet home"          |
| 4        | Christos Giannopoulos                                                | "I Proti Fthinoporini Vrohi"    |
| 5        | Maria-Louiza & Not 4 Sale                                            | "2 Be Together"                 |
| 6        | Peggy Zina                                                           | "Love Is a Wonderful Thing"     |
| 7        | Elina Konstantopoulou & Marion Georgiou                              | "Beautiful life"                |
| 8        | Michalis Rakintzis                                                   | "S.A.G.A.P.O."                  |
| 9        | Katerina Topazi                                                      | "Miazi na'ne cinema/Y tu cruel" |
| 10       | Motive                                                               | "Fire"                          |

### Tweede ronde
| Volgorde | Artiest                               | Lied                        | Televoting    | Jury | Plaats |
| -------- | ------------------------------------- | --------------------------- | ------------- | ---- | ------ |
| 1        | Kostas Bigalis & Mirella Fragkopoulou | "Let Me Be the One"         | 4de (12,736)  | 4de  | 4de    |
| 2        | Maria-Louiza & Not 4 Sale             | "2 Be Together"             | 3de (12,936)  | 2de  | =2de   |
| 3        | Peggy Zina                            | "Love Is A Wonderful Thing" | 2de (25,517)  | 3de  | =2de   |
| 4        | Michalis Rakintzis                    | "S.A.G.A.P.O."              | 1ste (33,356) | 1ste | 1ste   |
| 5        | Motive                                | "Fire"                      | 5de (9,796)   | 5de  | 5de    |

## In Tallinn
Griekenland moest in Estland als 4de optreden, net na Oostenrijk en voor Spanje. Op het einde van de puntentelling hadden de Grieken 27 punten verzameld, wat ze op een 17de plaats bracht. Men ontving 1 keer het maximum van de punten, afkomstig van Cyprus. België had geen punten over voor deze inzending en Nederland deed niet mee in 2002.

### Gekregen punten

#### Finale
| 12 punten | 10 punten | 8 punten  | 7 punten | 6 punten   |
| --------- | --------- | --------- | -------- | ---------- |
| - Cyprus  |           | - Rusland |          | - Roemenië |
| 5 punten  | 4 punten  | 3 punten  | 2 punten | 1 punt     |
|           |           |           |          | - Kroatië  |

### Punten gegeven door Griekenland

#### Finale
Punten gegeven in de finale:
| 12 punten | Cyprus              |
| 10 punten | Letland             |
| 8 punten  | Roemenië            |
| 7 punten  | Verenigd Koninkrijk |
| 6 punten  | Malta               |
| 5 punten  | Kroatië             |
| 4 punten  | Spanje              |
| 3 punten  | Frankrijk           |
| 2 punten  | Rusland             |
| 1 punt    | Zweden              |

1974 · 1975 · 1976 · 1977 · 1978 · 1979 · 1980 · 1981 · 1982 · 1983 · 1984 · 1985 · 1986 · 1987 · 1988 · 1989 · 1990 · 1991 · 1992 · 1993 · 1994 · 1995 · 1996 · 1997 · 1998 · 1999-2000 · 2001 · 2002 · 2003 · 2004 · 2005 · 2006 · 2007 · 2008 · 2009 · 2010 · 2011 · 2012 · 2013 · 2014 · 2015 · 2016 · 2017 · 2018 · 2019 · 2020 · 2021 · 2022 · 2023 · 2024 · 2025